# Municipio de Harrison (condado de Mahaska)
El municipio de Harrison (en inglés: Harrison Township) es un municipio ubicado en el condado de Mahaska en el estado estadounidense de Iowa. En el año 2010 tenía una población de 608 habitantes y una densidad poblacional de 6,48 personas por km².

## Geografía
El municipio de Harrison se encuentra ubicado en las coordenadas 41°12′41″N 92°35′39″O / 41.21139, -92.59417. Según la Oficina del Censo de los Estados Unidos, el municipio tiene una superficie total de 93.82 km², de la cual 93,76 km² corresponden a tierra firme y (0,07 %) 0,06 km² es agua.

## Demografía
Según el censo de 2010, había 608 personas residiendo en el municipio de Harrison. La densidad de población era de 6,48 hab./km². De los 608 habitantes, el municipio de Harrison estaba compuesto por el 98,52 % blancos, el 0,16 % eran amerindios, el 0,82 % eran asiáticos y el 0,49 % eran de una mezcla de razas. Del total de la población el 0,16 % eran hispanos o latinos de cualquier raza.